# Граф (фільм)
«Граф» (англ. The Count; інша назва — Almost а Gentleman) — американський короткометражний комедійний фільм Чарлі Чапліна 1916 року.

## Сюжет
У фільмі «Граф» головний герой — кравець при сердитому хазяїні з безглуздою бородою. Причому обидва домагаються розташування багатої пані, у якої випадково опинилися на балу.
Кожен з них видає себе за знатного графа. Повна плутанина, бійки, кидання морозивом і, природно, безперервний сміх.

## У ролях
- Ерік Кемпбелл — кравець
- Чарльз Чаплін — учень кравця
- Една Первіенс — міс Монейбегс
- Альберт Остін — високий гість
- Тайні Сендфорд — гість
- Мей Вайт — товста леді